# Bill Aston
William "Bill" Aston va ser un pilot de curses automobilístiques anglès que va arribar a disputar curses de Fórmula 1.
Bill Aston va néixer el 29 de març del 1900 a Hopton, Staffordshire, Anglaterra i va morir el 4 de març del 1974 a Lingfield, Surrey.

## A la F1
Va debutar a la tercera temporada de la història del campionat del món de la Fórmula 1, la corresponent a l'any 1952, disputant el 19 de juliol el GP de Gran Bretanya, que era la cinquena prova del campionat.
Bill Aston va arribar a participar en tres curses puntuables pel campionat de la F1, totes dins la temporada 1952.
Junt amb Archie Butterworth van construir sobre la base d'un Cooper un monoplaça (l'anomenat Aston Butterworth) amb el que van disputar les curses de F1.

## Resultats a la Fórmula 1
| Any  | Equip     | Xassís | Motor       | 1   | 2   | 3   | 4   | 5       | 6       | 7   | 8       | Posició | Punts |
| ---- | --------- | ------ | ----------- | --- | --- | --- | --- | ------- | ------- | --- | ------- | ------- | ----- |
| 1952 | W S Aston | Aston  | Butterworth | SUI | 500 | BEL | FRA | GBR NVS | ALE Ret | HOL | ITA NVQ | -       | 0     |

### Resum
| Curses: | Victòries: | Pòdiums: | Poles: | Voltes ràpides: | Punts: |
| ------- | ---------- | -------- | ------ | --------------- | ------ |
| 3       | 0          | 0        | 0      | 0               | 0      |